# جون إف هينيسي
جون إف هينيسي (بالإنجليزية: John F. Hennessey)‏ مواليد 27 أكتوبر 1900 في إنديانابوليس، كان لاعب كرة مضرب أمريكي. كما أنه أحد أبطال الجراند سلام. أعلى تصنيف له في الفردي كان المركز الـ 8 في سنة 1927.

## النهائيات

### الزوجي

#### اللقب
| السنة | الدورة            | الشريك   | المنافس في النهائي            | النتيجة       |
| 1928  | البطولة الأمريكية | جورج لوت | جيرالد باترسون جون هوكس (تنس) | 6–1, 6–2, 6–1 |

#### النهائي
| السنة | الدورة   | الشريك     | المنافس في النهائي      | النتيجة                  |
| 1925  | ويمبلدون | ريمون كيسي | جان بورترا رينيه لاكوست | 4–6, 9–11, 6–4, 6–1, 3–6 |

## روابط خارجية
- جون إف هينيسي على موقع رابطة محترفي التنس (الإنجليزية)
- جون إف هينيسي على موقع الاتحاد الدولي لكرة المضرب (الإنجليزية)
- جون إف هينيسي على موقع كأس ديفيز (الإنجليزية)
- جون إف هينيسي على موقع بطولة ويمبلدون (الإنجليزية)
- جون إف هينيسي على موقع خلاصة التنس.كوم (الإنجليزية)